# Matevž Petek
Matevž Petek (Celje, 11 de diciembre de 1983) es un deportista esloveno que compitió en snowboard. Ganó una medalla de plata en el Campeonato Mundial de Snowboard de 2005, en la prueba de big air.

## Medallero internacional
| Campeonato Mundial | Campeonato Mundial | Campeonato Mundial | Campeonato Mundial |
| Año                | Lugar              | Medalla            | Competición        |
| ------------------ | ------------------ | ------------------ | ------------------ |
| 2005               | Whistler (Canadá)  | Medalla de plata   | Big air            |